# بياتا سيدلو
بياتا ماريا سيدلو (بالبولندية: Beata Maria Szydło) (15 أبريل 1963) سياسية بولندية وهي نائبة رئيس حزب القانون والعدالة في بولندا قادت اثنين من الحملات الناجحة في الانتخابات الرئاسية والبرلمانية البولندية في عام 2015. في 2017، فاز حزبها في انتخابات رئيس الوزراء، وعُيّنت بياتا سيدلو رئيسة الوزراء المكلفة.
لقد نجحت في قيادة الحملة الرئاسية أندجي دودا ، مرشح القانون والعدالة لمنصب رئيس بولندا ، إلى النصر. في يونيو 2015 ، فازت سيدلو بتأييد داخلي لتكون مرشحة حزبها لمنصب رئيس الوزراء في الانتخابات البرلمانية القادمة. في 25 أكتوبر ، فاز القانون والعدالة بحكومة الأغلبية لأول مرة في تاريخ البلاد ، وعين الرئيس دودا سزيدو رئيسًا للوزراء في 16 نوفمبر.
كانت منتقدة صريحة للعديد من سياسات الاتحاد الأوروبي ، لا سيما بشأن الهجرة ، ودافعت بقوة عن حكومتها من انتقادات زعماء الاتحاد الأوروبي الآخرين. خلال فترة وجودها في المنصب ، احتلت المرتبة 31 في تصنيف مجلة فوربس لأقوى 100 امرأة في العالم والمرتبة العاشرة بين القادة السياسيين الأكثر نفوذاً. في ديسمبر 2017 ، استقالت من منصب رئيس الوزراء. وقبل الرئيس دودا استقالتها ، الذي عين في الوقت نفسه نائبها ماتيوس مورافيكي رئيساً للوزراء. ماتيوز موراوسكي منصبه بعد ثلاثة أيام ، وعين سيدلو على الفور نائب رئيس الوزراء.

## السيرة الذاتية
ولدت في 15 أبريل 1963 في أشفنشم، ونشأت بالقرب من بلدة برزيسز، حيث عمل والدها كعامل منجم.
في عام 1989، تخرجت من كلية الجامعة ياغيلونيا في جامعة جاجيلونيان في كراكوف. في 1989-1995، كانت طالبة دراسات عليا في كلية الفلسفة والتاريخ في جامعة جاجيلونيان. في عام 1997، أكملت دورة الدراسات العليا للمديرين الثقافيين في كلية وارسو للاقتصاد، وفي عام 2001-دورة الدراسات العليا في جامعة كراكوف للاقتصاد، حيث درست الإدارة الإقليمية.
من عام 1987 إلى عام 1995، عملت كمساعد في المتحف التاريخي لمدينة كراكوف، وانتقلت لاحقا إلى المركز الثقافي في ليبينز. في 1997-1998 كان مدير المركز الثقافي في برزسزکزے. في عام 1998 تم انتخابه رئيسا لبلدية برزسزکزے، حيث عمل حتى عام 2005. وكانت أيضا عضوا في مجلس أوشفيتز بويات من حملة التضامن في 1998-2002. في عام 2004 أصبح نائب رئيس قسم فرقة الإطفاء الطوعية في مدينة برزسزکزے.
في عام 2005، انضمت إلى القانون والعدالة، وانتخبت عضوا في مجلس النواب، وأعيد انتخابها في عامي 2007 و 2011. منذ عام 2010 — نائب زعيم حزب القانون والعدالة.
في الانتخابات البرلمانية في 25 أكتوبر 2015، فاز القانون والعدالة بالأغلبية وشكل بياتا زيدلو، الذي تم ترشيحه لمنصب رئيس وزراء بولندا، حكومة.
في 7 ديسمبر 2017، قدمت استقالتها من منصب رئيس وزراء بولندا إلى المجلس السياسي لحزب القانون والعدالة ، وتم منح الطلب في نفس اليوم. في حكومة خليفتها، ماتيوس موراويكي، تولت منصب نائب رئيس الوزراء.
في عام 2019، شاركت في انتخابات البرلمان الأوروبي ، وحصلت على تفويض كنائب، وحصلت على 525811 صوتا. بسبب انتخابها للبرلمان الأوروبي في 3 يونيو 2019، أنهت مهامها كنائب لرئيس الوزراء.

## رئيس وزراء بولندا، 2015-2017

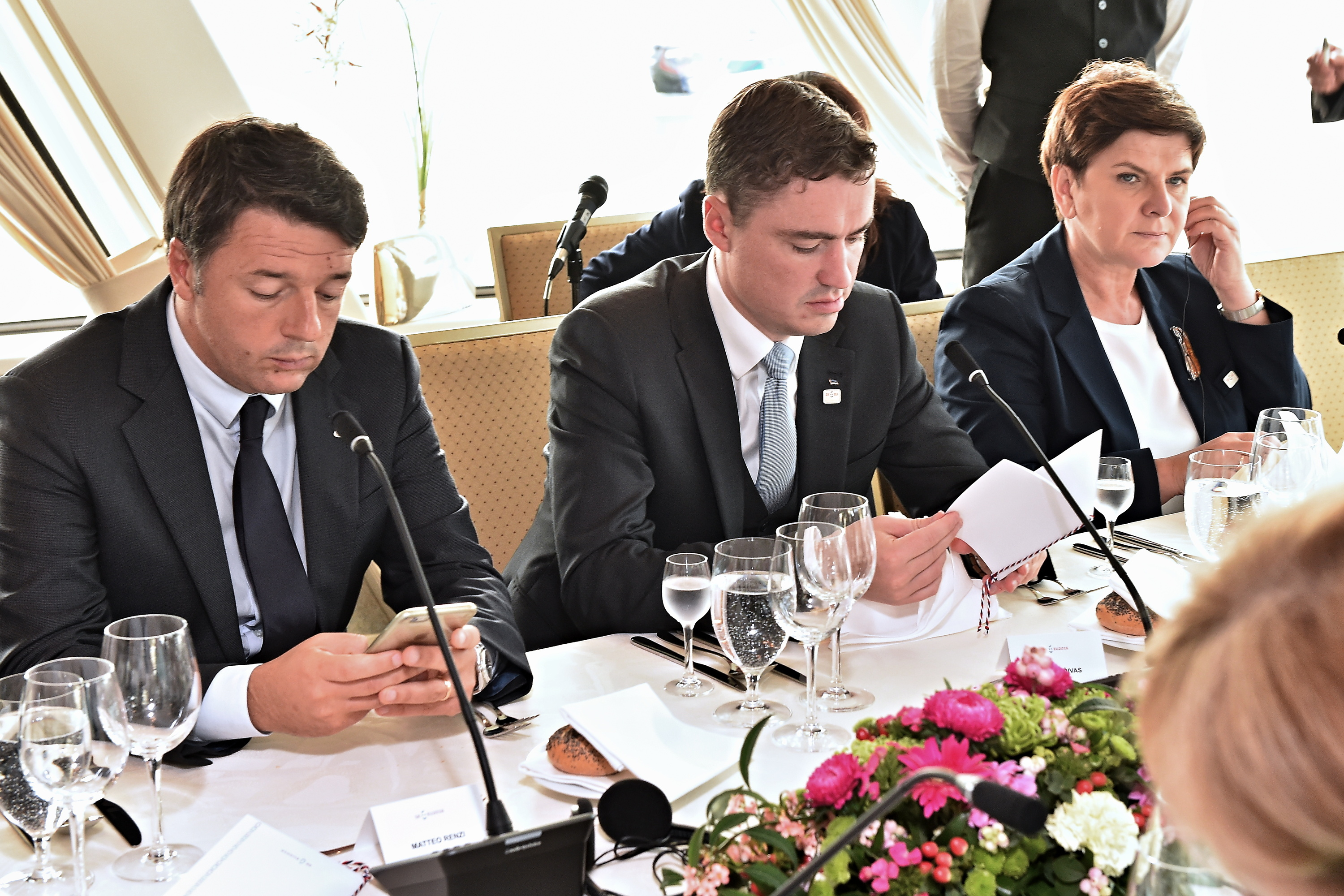
بياتا زيدو مع رئيس الوزراء الإيطالي ماتيو رينزي ورئيس الوزراء الإستوني تافي رويفاس خلال قمة براتيسلافا

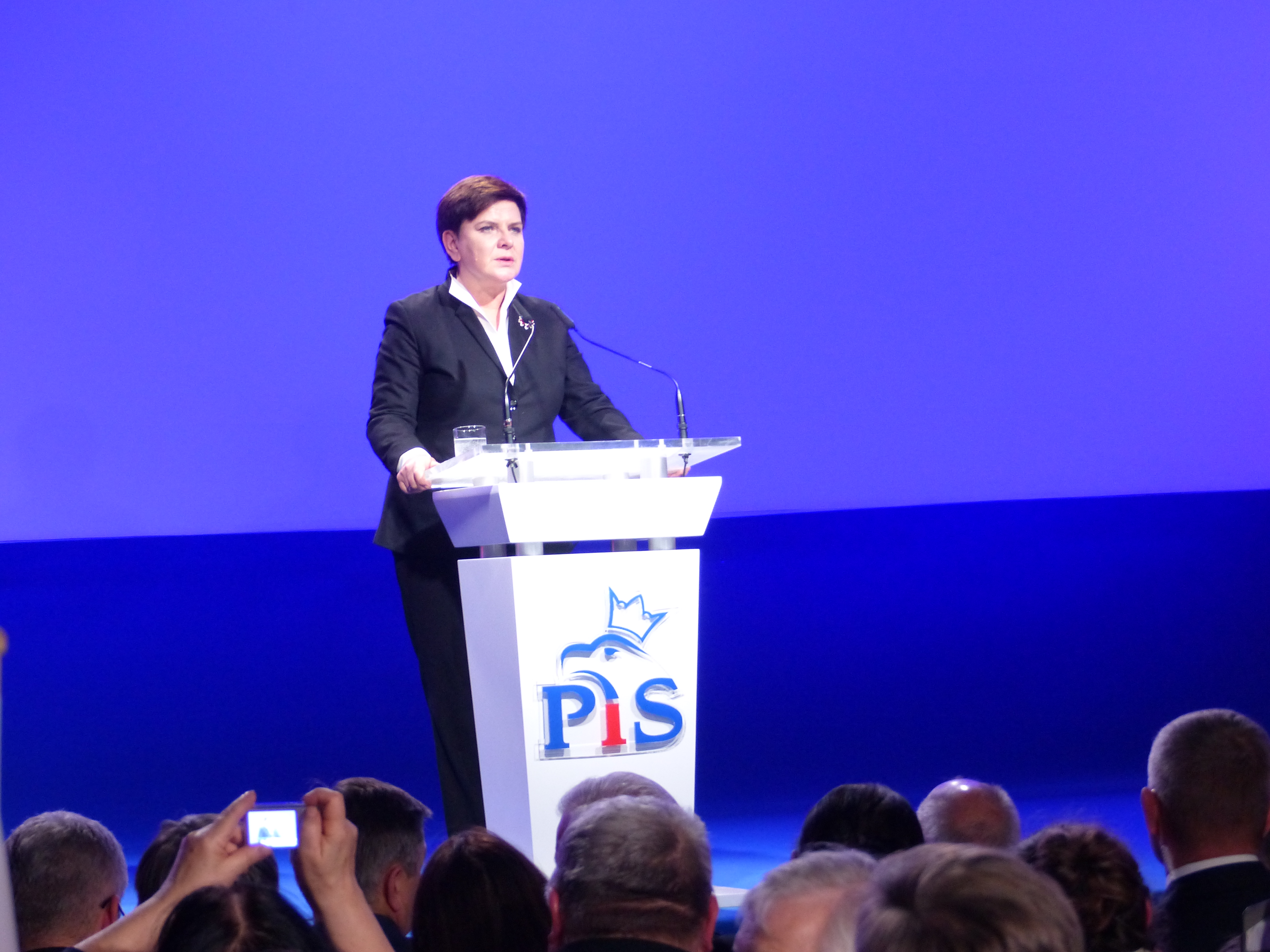
بياتا المخرز يتحدث في يوم الاستقلال الوطني في كراكوف، 2016

وفي 18 تشرين الأول / أكتوبر 2015، ألقت خطابها الرئيسي، وحصلت كذلك على 236 صوتا لصالح حكومتها. كان أحد قراراتها الأولى هو إزالة علم الاتحاد الأوروبي من المؤتمرات الصحفية في مستشارية رئيس الوزراء واستبدال الساعة في قاعة اجتماعات مجلس الوزراء بصليب. في اجتماعات مع الناخبين، وعدت بتخفيض سن التقاعد ورفع الحد الأدنى للأجور. وأعلنت أن تقديم برنامج 500+ سيكون أولويتها كرئيس للوزراء. تم تقديم البرنامج في 1 أبريل 2016، لتزويد الأسر بـ 500PLN لكل طفل، بدءا من الطفل الثاني. الغرض منه هو أن يكون بمثابة حافز ديمغرافي، وتعزيز النمو السكاني.
واحدة من أكبر الخلافات خلال إدارتها، أزمة المحكمة الدستورية البولندية، 2015 انتقدت رسميا من قبل البرلمان الأوروبي، الذي، في 13 أبريل 2016، أصدر قرارا يعلن أن البرلمان «يشعر بقلق بالغ من أن الشلل الفعال للمحكمة الدستورية في بولندا يهدد الديمقراطية وحقوق الإنسان وسيادة القانون».
كانت حكومة بياتا زيدو تعارض بشدة جهود المملكة المتحدة لوقف المهاجرين من الاتحاد الأوروبي الذين يدعون فوائد في العمل لمدة أربع سنوات إذا انتقلوا إلى بريطانيا. زيادة الدعم ل انسحاب المملكة المتحدة من الاتحاد الأوروبي، قدمت بياتا سيدلو الدعم مقابل قاعدة دائمة من قوات الناتو على الأراضي البولندية.
وفي 7 كانون الأول / ديسمبر، استقالت من منصبها، إلى جانب جميع أعضاء حكومتها. وفي اليوم التالي، قبل الرئيس أندريه دودا استقالتها، الذي عين في الوقت نفسه وزير المالية ونائب رئيس الوزراء ماتيوس موراويكي رئيسا جديدا للوزراء.

### العمليات منذ عام 2017
تركت بياتا سزيدلو منصبه في 11 ديسمبر 2017 ، عندما أقسم الرئيس أعضاء حكومة ماتيوز موراويكي. في نفس اليوم ، في الحكومة الجديدة ، شغلت منصب نائب رئيس مجلس الوزراء. عهد إليها رئيس الوزراء الجديد بوظيفة رئيس اللجنة الاجتماعية بمجلس الوزراء.
في انتخابات البرلمان الأوروبي لعام 2019 ، انتُخبت نائبة من قوائم حزب القانون والعدالة في الدائرة الانتخابية التي تضم مقاطعات مالوبولسكي وسويتوكرجيسكي. وحققت أعلى نتيجة في البلاد - 525811 صوتا. بسبب انتخابها للبرلمان الأوروبي ، في 3 يونيو 2019 ، أنهت مهامها الحكومية.
في البرلمان كتلة المحافظين والإصلاحيين الأوروبيين والإصلاحيين الأوروبيين ولجنة التوظيف والشؤون الاجتماعية. كما أصبحت نائبة عضو لجنة السوق الداخلية وحماية المستهلك. بصفتها ممثلة لمجموعة المحافظين والإصلاحيين الأوروبيين ، ترشحت لرئاسة لجنة التوظيف والشؤون الاجتماعية. في 10 يوليو ، تم رفض ترشيحها (27 ضد ، 21 لصالح). وجاء التصويت الثاني الخاسر على ترشيحها في 15 تموز (يوليو) (حصلت على 19 صوتًا لصالحها و 34 ضدها). لم تعيد التقدم لهذه الوظيفة.

## مهنة لاحقة
تم تعيين المخرز نائبا لرئيس وزراء بولندا من قبل نائبها السابق، ماتيوز موراوسكي، بعد عدة أيام من استقالتها من منصب رئيس الوزراء.
ترشح المخرز في وقت لاحق للبرلمان الأوروبي في انتخابات البرلمان الأوروبي 2019، وانتخب لتمثيل دائرة بولندا اصغر پولینڈ اور شوئینتوشوسکیہ. في تلك الانتخابات، حصلت على أكبر عدد من الأصوات الفردية لأي مرشح برلماني أوروبي في تاريخ بولندا. استقالت من منصب نائب رئيس الوزراء في 4 يونيو من أجل شغل مقعدها في البرلمان الأوروبي.

### حادث أمني
في 21 نوفمبر 2016، تورطت سيارة المخرز في حادث تحطم سيارة 5 في إسرائيل والتي شملت سيارة شرطة وسيارة إسعاف. كانت في إسرائيل لإجراء محادثات بين الحكومة والحكومة ولقاء رئيس الوزراء بنيامين نتنياهو. بعد بضعة أشهر فقط، في 10 فبراير 2017 ، أصيب المخرز ومسؤولو الأمن 2 في حادث سيارة في مسقط رأسها، أشفنشم. انحرفت سيارة ليموزين أودي وصدمت شجرة لتجنب سيارة فيات صغيرة اتهم سائقها لاحقا بانتهاك غير طوعي للسلامة المرورية. عانت من كدمات وتم نقلها إلى المستشفى في وارسو.

## الحياة الشخصية
بياتا سيدلو وج من إدوارد سيدلو. للزوجين ولدان: تيموتيوس (مواليد 1992) ، كاهن كاثوليكي سابق ، وبياج (1994) وهي كاثوليكية متدينة وتعلن تمسكها بالقيم المسيحية المحافظة.

## الدولة يزور معرض

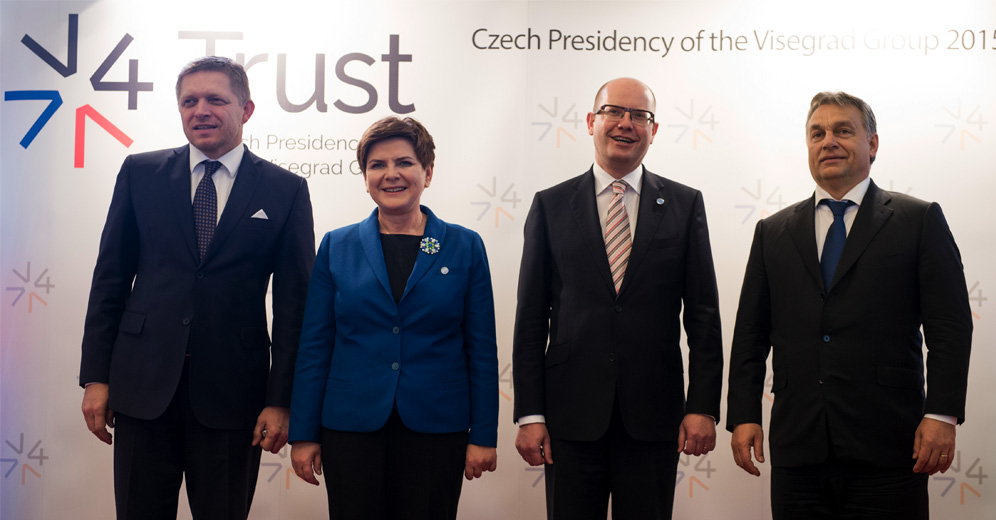
مجموعة فيشغراد: روبرت فيتسو، بياتا سيدلو، بوهوسلاف سوبوتکا، فيكتور أوربان (2015)
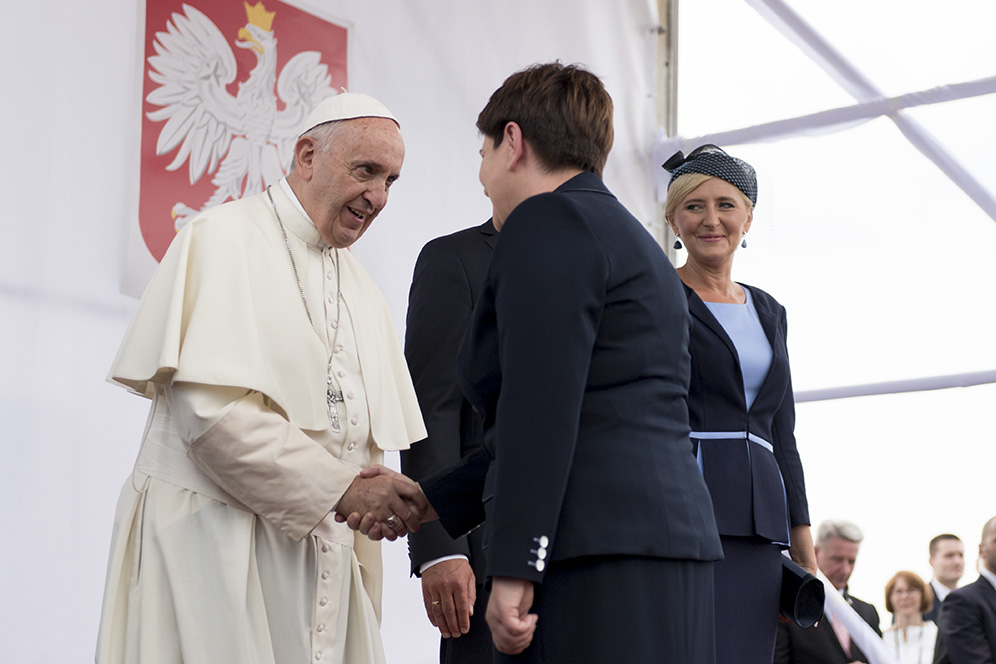
رئيس وزراء بولندا بياتا المخرز مع البابا فرنسيس (2016)
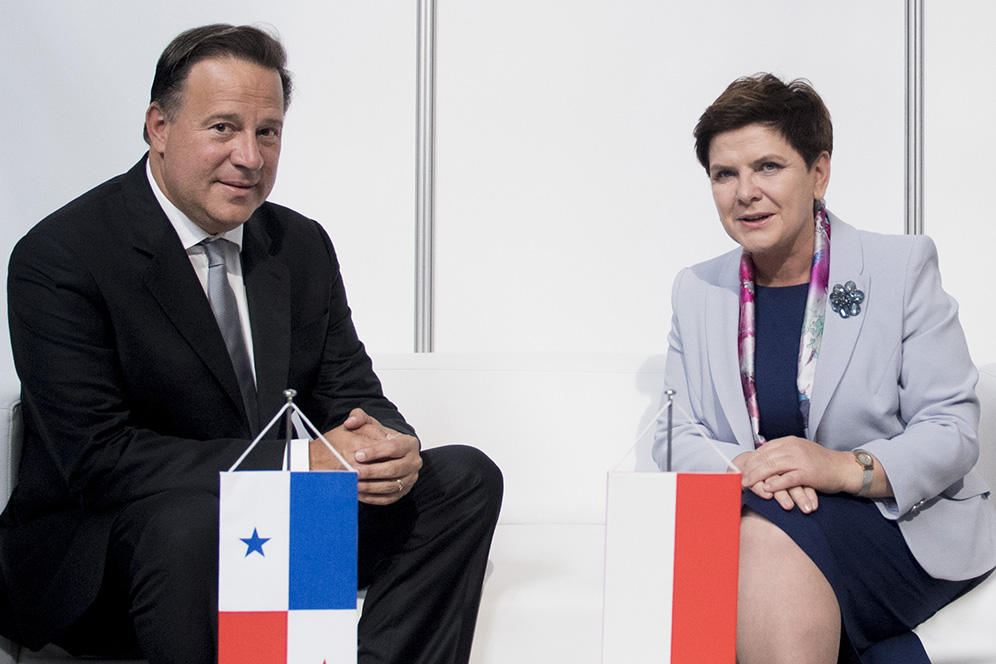
رئيس الوزراء البولندي بياتا سيدلو مع خوان كارلوس فاريلا (2016)
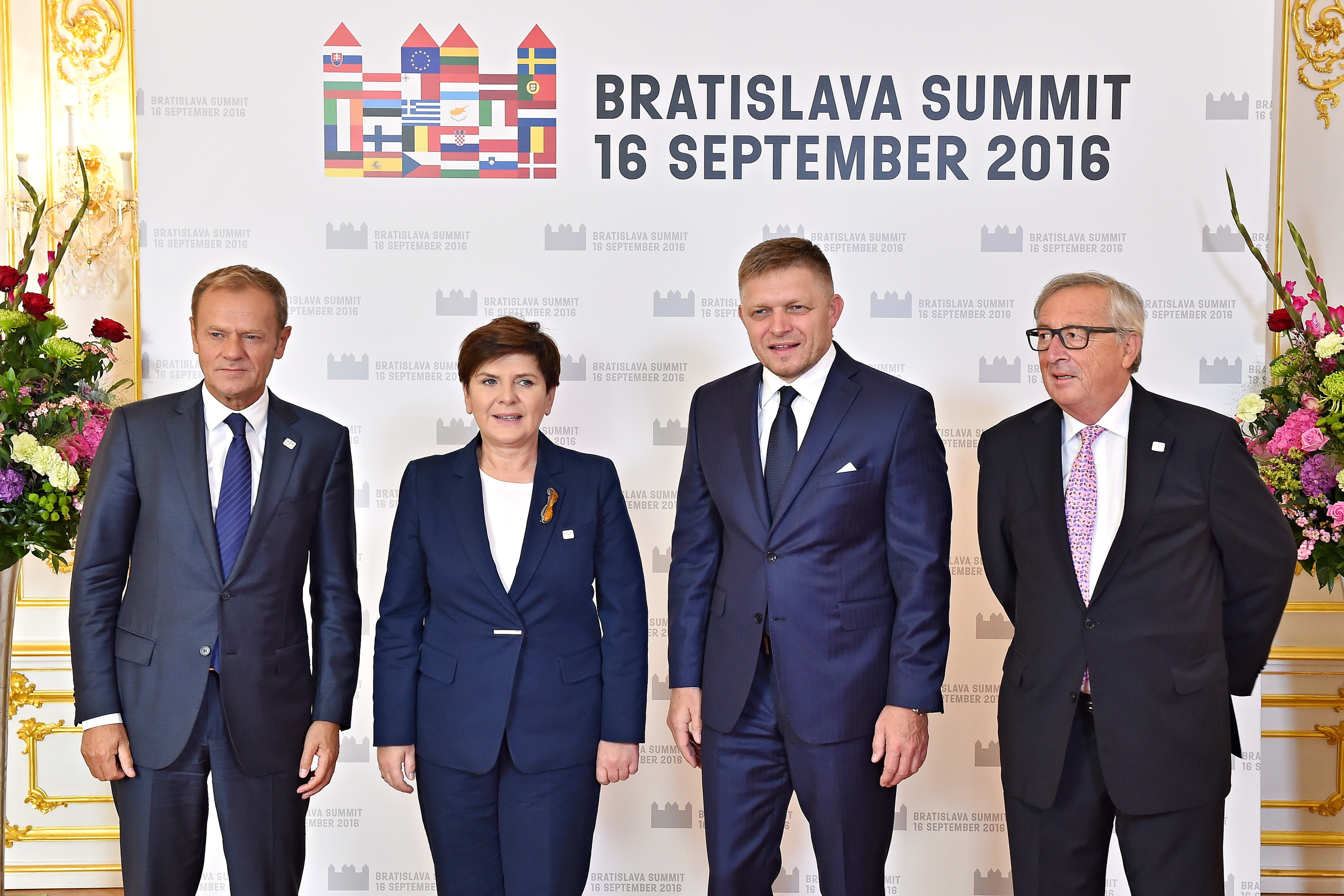
رئيس الوزراء البولندي بياتا بياتا سيدلو دونالد توسك، روبرت فيتسو، جان كلود يونكر (2016)
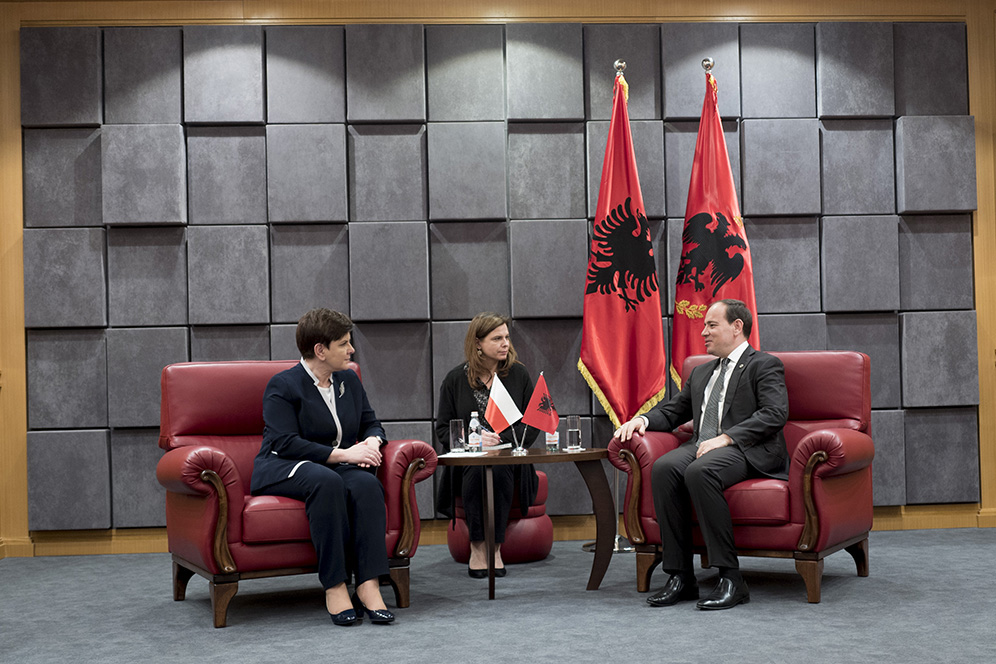
رئيس الوزراء البولندي بياتا بياتا سيدلو بوجار نيشاني (2016)
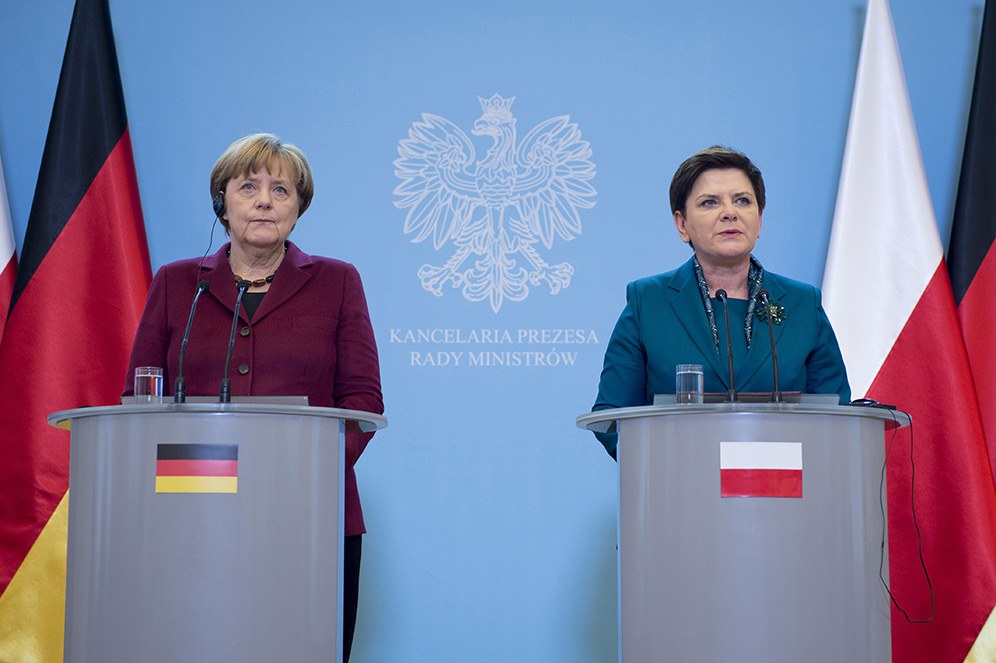
رئيس الوزراء البولندي بياتا بياتا سيدلو أنغيلا ميركل (2017)
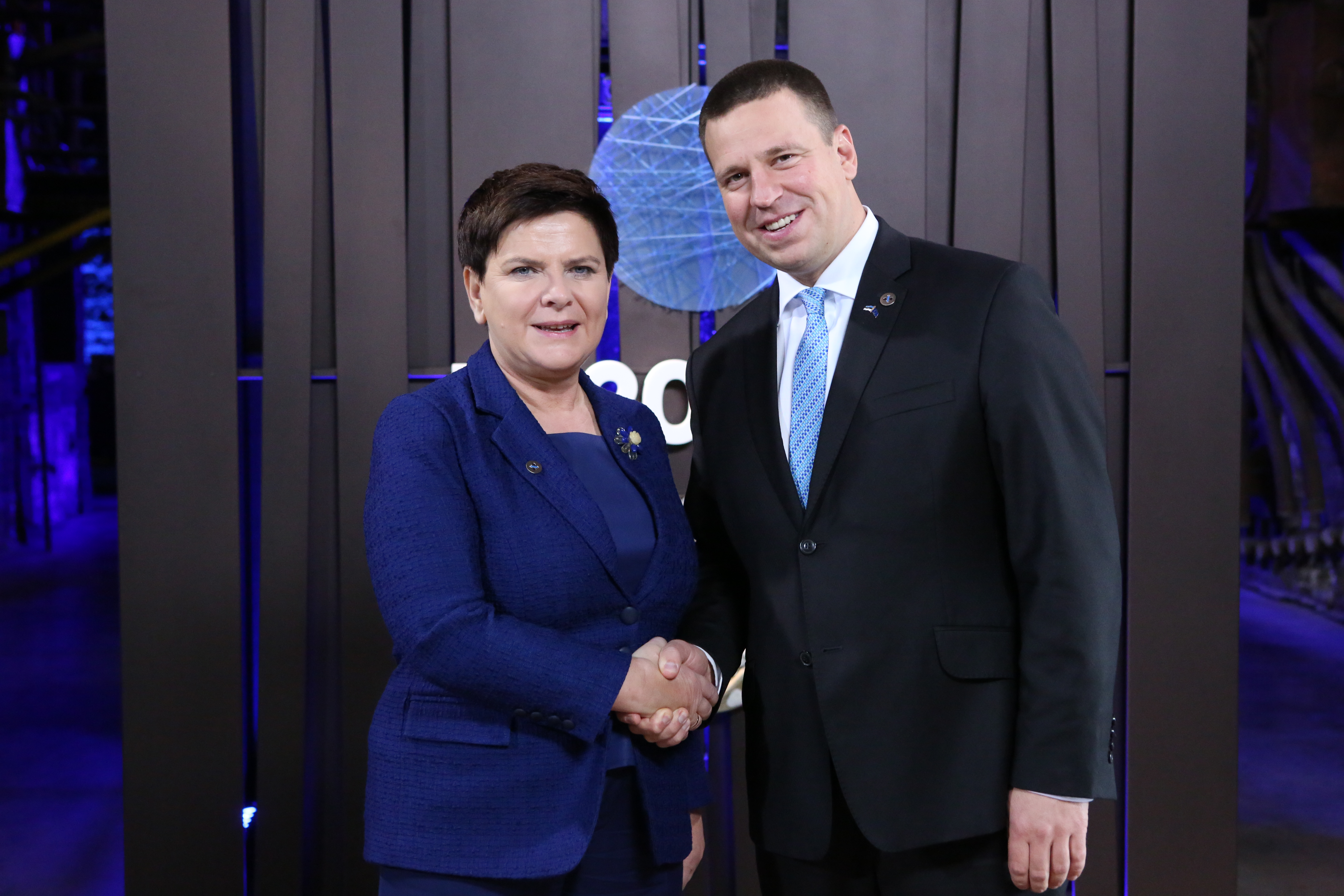
رئيس الوزراء البولندي بياتا سزيدلو مع يوري راتاس
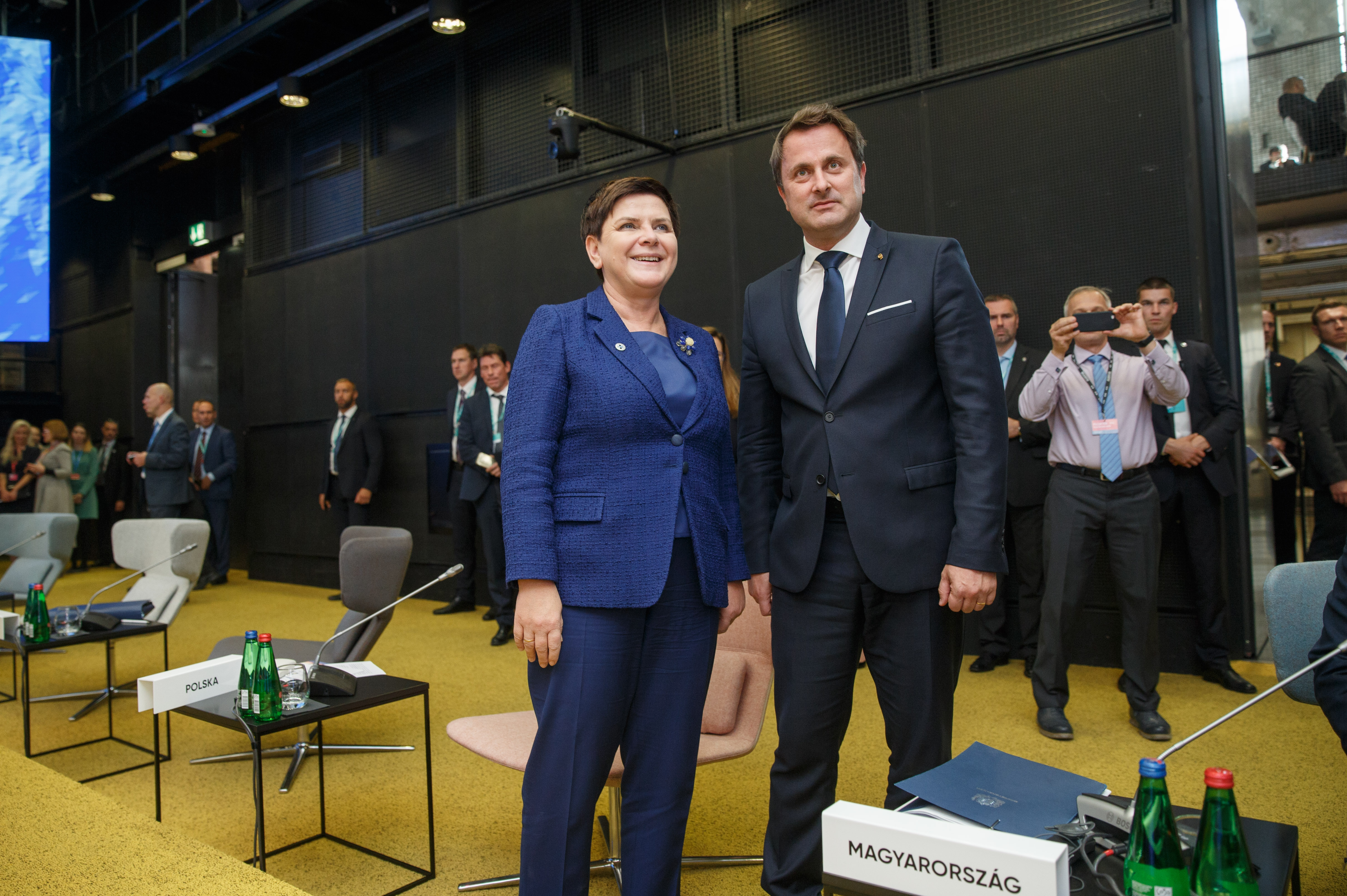
رئيس الوزراء البولندي بياتا بياتا سيدلو كزافييه بيتل (2017)

## روابط خارجية
- بياتا سيدلو على موقع الموسوعة البريطانية (الإنجليزية)
- بياتا سيدلو على موقع مونزينجر (الألمانية)

- الموقع الرسمي